# Choresine
Choresine — рід жуків родини Меліридових. Відомо, що цей рід жуків має високий рівень батрахотоксинів і вважається можливим джерелом токсинів для птахів пітогу та синьошапочних іфрит у Новій Гвінеї. Колекції з Херовани в провінції Східне Нагір'я, які дали позитивний результат на батрахотоксини, включали більш поширені C. pulchra, менш поширені C. semiopaca та два рідкісних C. rugiceps і C. sp. A, останній ще не названий. Місцеві жителі радять не дозволяти цим жукам торкатися очей або спітнілого обличчя, оскільки це може призвести до сильного печіння. Усі ці види описані як такі, що мають металеві синьо-фіолетові надкрила та жовто-чорну переднеспинку. Назва «нанісані» використовується жителями Херовани однаково для цієї групи комах, так і для відчуття оніміння, поколювання, печіння, яке викликають вони і іфрита.
Гіпотеза про те, що жаби Phyllobates у Південній Америці отримують батрахотоксини від споріднених родів Melyridae (Choresine там не зустрічається), не була перевірена через складність польових робіт у Колумбії.

## Види
- Choresine advena Pascoe, 1860
- Choresine buruensis Champion, 1923
- Choresine magnioculata Wittmer, 1973
- Choresine moluccana Champion, 1923 рік
- Choresine neogressittiana Wittmer, 1973[2]
- Choresine nigroviolacea Champion, 1923[2]
- Choresine pulchra (Pic, 1917)[2]
- Choresine reductorugata Wittmer, 1973[2]
- Choresine rufiventris Wittmer, 1973[2]
- Choresine rugiceps Wittmer, 1973[2]
- Choresine semiopaca Wittmer, 1973[2]
- Choresine sp. А, поки що без назви